# Hookah Haze
『Hookah Haze』（フーカーヘイズ）は、アクワイアが企画・開発しアニプレックスより2024年7月11日に発売されたゲームソフト。
本作は、秋葉原のシーシャ屋を舞台に、余命宣告を受けた主人公と個性豊かな来店客たちとの14日間の交流を描いたビジュアルノベルである。
ゲームは、シーシャ（水煙草）の調合や提供、客との会話を通じて物語が進行し、選択肢や行動によってエンディングが分岐するマルチエンディング形式を採用している。

## ゲームシステム
プレイヤーは、毎日以下の行動を行う：
- 営業前にシーシャ専用SNS『Hookah LINK（フーカーリンク）』に『本日のオススメ』を投稿する（来店客に影響）
- フレーバー5種を選んで水煙草を提供（組み合わせに応じて反応が変化）
- 『炭交換』して適温を維持する（温度調節の結果によって反応が変化）
- 客の好感度やイベントの進行によりストーリーが分岐する

ゲーム内では、ネオンライトの色変や調光など、雰囲気作りにこだわった演出が施されている。

## 登場人物
炭木トオル（すみき とおる）
愛上あむ（あいがみ あむ）
明月院こころ（あかつきいん こころ）
古森くるみ（こもり くるみ）

## 音楽
主題歌「Hookah, whoo!」
歌：藍月なくる
サウンドプロデュース・作詞：DECO*27（OTOIRO）
作曲・編曲：tepe（OTOIRO）
愛上あむテーマソング「ヤんなっちゃう feat. リリぴ」
歌：Project 愛上あむ
サウンドプロデュース・作詞：DECO*27(OTOIRO)
作曲・編曲：tepe(OTOIRO)
Hookah Haze -Original Soundtrack-
曲：Selin

## 関連イベント
2024年6月29日、秋葉原のシーシャバー「C.STAND」にて、発売直前イベントが開催された。イベントでは、ゲームに登場するフレーバーを再現した「本物のシーシャ」が提供され、初公開のゲーム映像も披露された。